# Auto-bondage

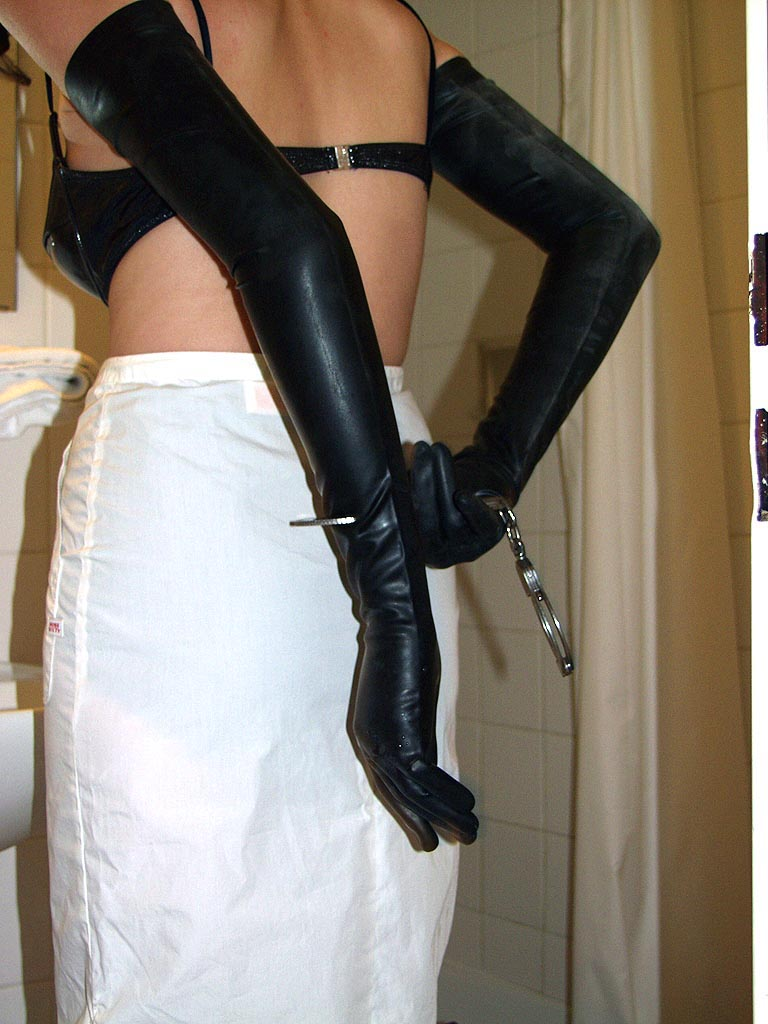
Une femme se menottant elle-même.

L'auto-bondage (ou self-bondage) est l'art de pratiquer le bondage sans partenaire. C’est-à-dire s'attacher soi-même dans le but de ressentir du plaisir sexuel, ou juste le plaisir d'être attaché. Comme l'auto-bondage se pratique le plus souvent seul, on peut relever certaines différences par rapport à un bondage conventionnel :
- un risque plus grand ;
- si mécanisme il y a, une obligation d'attendre que ce mécanisme s'enclenche et se déverrouille ;
- des techniques spéciales sont nécessaires pour s'auto-attacher de manière complexe à un moment où la liberté de mouvement est très réduite ;

La pratique de l'auto-bondage est aussi caractérisée par l'expérience et l'ingéniosité : la possibilité d'imaginer et de créer de nouvelles positions est un autre facteur d'excitation et augmente les risques.

## Risques
L'auto-bondage est considéré comme une pratique plus dangereuse que beaucoup d'autres comme le bondage simple ou le BDSM — surtout lorsqu'il est pratiqué combiné avec l'asphyxie érotique — et on compte de nombreuses morts l'ayant pour cause. On estime le nombre de morts ayant pour cause l'asphyxie autoérotique entre 500 et 1 000 par an aux États-Unis et une grande part de ces asphyxies fatales étaient couplées à de l'auto-bondage. L'auto-bondage comprend tous les risques d'une restriction physique prolongée et du bondage en y ajoutant la possibilité d'absence de secours en cas de problème.
Dans les cas de mort auto-érotique, près de 40 % des corps retrouvés présentent une forme d'auto-bondage. 

## Bondage strict et bondage sensuel
On peut distinguer deux sortes d'auto-bondage : le strict et le sensuel. 
L'auto-bondage sensuel permet de se détacher immédiatement et simplement, si besoin est. Par exemple, la clef des menottes peut être placée juste à côté ou les cordes peuvent être lâches et/ou volontairement mal attachées ; le but premier étant la sensation d'immobilité et d'incapacité à se mouvoir plutôt qu'une incapacité réelle.
Au contraire, pour l'auto-bondage strict, il n'est pas possible de se détacher pendant une certaine période et la personne est contrainte de rester attachée tant que le mécanisme permettant la libération ne s'est pas enclenché. De ce fait, l'auto-bondage strict est plus dangereux.

## Mécanismes de libération
Il existe de nombreux moyens, en auto-bondage, ne permettant la libération qu'au bout d'un certain temps. Il existe une grande variété de compromis entre la facilité d'utilisation, la fiabilité, la précision du timing, le coût, etc. Il est nécessaire d'avoir à sa disposition divers moyens fonctionnels, pour assurer sa propre sécurité.
- Les glaçons : l'usage de glaçons est très répandu en tant que mécanisme de libération. Une des méthodes existantes — il existe de nombreuses variantes mais le principe reste le même — est de placer la glace dans une chaussette et de la glisser dans un anneau. On attache ensuite la chaussette hors d'atteinte. Quand la glace fond, la clef tombe et permet de se libérer. Cette méthode est simple, fiable et peu chère (la glace est facile à obtenir et elle fondra inévitablement). Par contre il est difficile de jauger précisément le temps de fonte de la glace, ce qui peut d'ailleurs aussi être une source tierce d'excitation. Si ce principe peut paraitre compliqué, il est possible de mettre la glace contenant les clés dans un récipient posé sur le sol. On peut aussi, dans un flacon, congeler de l'eau dans laquelle on aura préalablement trempé une ficelle. Le flacon pourra ensuite être attaché hors de portée, et les clés pour la libération attachées à la ficelle, accompagnées d'un poids qui fera tomber les clés une fois la glace fondue. Pour ajouter de la sécurité, on peut attacher une autre ficelle aux clés, dont l'autre extrémité sera accessible, pour que les clés puissent être tirées à soi une fois la glace fondue.
- Serrure à combinaison: les cadenas/serrures à combinaison peuvent être utilisés comme mécanisme de libération. Il existe deux approches possibles : certains comptent sur le temps qu'il leur faudra pour essayer toutes les combinaisons possibles alors qu'ils ne la connaissent pas ; et d'autres qui se fient à la lumière pour pouvoir rentrer correctement la combinaison.
  - Combinaison inconnue : l'idée est de fermer le cadenas avec une combinaison inconnue. On utilise ainsi le cadenas pour mettre le bondage en place. Le bondagé (ou la bondagette) doit trouver la bonne combinaison en utilisant la force brute.
  - Dans le noir : Même si la combinaison est connue, pour la plupart des cadenas, il est impossible d'entrer la bonne combinaison sans pouvoir voir les chiffres. La lumière nécessaire peut provenir du soleil, le matin ; ou, mieux, d'un dispositif allumant la lumière au bout d'un certain temps (une minuterie). Grâce à cela, on peut parfaitement contrôler la durée des bondages (tout du moins avec une minuterie) et utiliser la lumière du jour comme solution de rechange. Par contre, le bondage doit s'effectuer de nuit et donc forcément dans un noir total.
- Électroaimants : les électroaimants peuvent être utilisés pour laisser tomber la clef au bout d'un certain temps. Si on le combine avec certaines technologies électroniques ou avec un ordinateur relié, un grand éventail de possibilités de contrôle du temps s'ouvre alors. De plus le mécanisme est relativement sécurisé car si une panne de courant survient, la clef tombera alors plus tôt que prévu. Ces dispositifs sont très complexes, donc très coûteux.
  - L'horloge est un des outils de libération si vous placez l'anneau des clés sur les aiguilles. Lorsqu'elles s'orientent vers le bas, les clés glissent et tombent.
- L'objet servant de « mécanisme » de libération (la clef, le couteau, etc.) est placé dans un endroit accessible immédiatement mais qui demande une contrepartie si on cherche à l'utiliser. Par exemple, les clefs peuvent être mises dans un pot d'encre. La personne peut se libérer immédiatement si nécessaire (incendie, importance des crampes,, etc. ). En contrepartie, l'encre devra être nettoyée.

## Positions

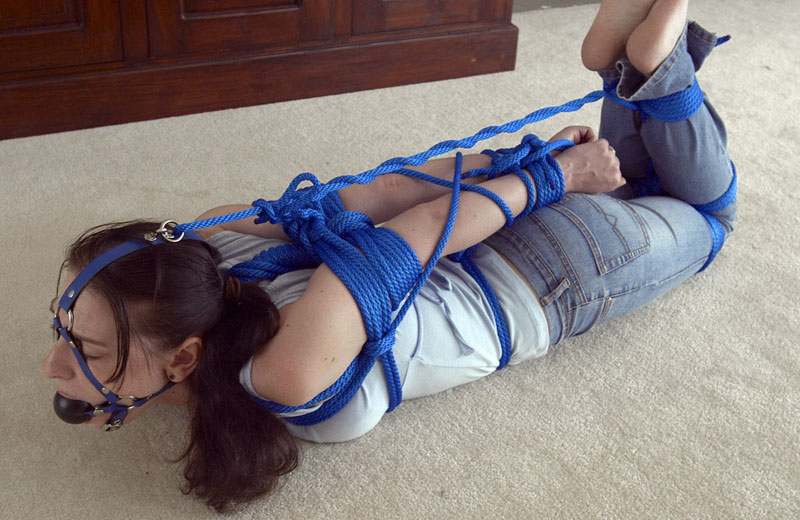
Une position complexe de hogtie en bondage.

L'auto-bondage propose une infinité de positions différentes. En voici quelques-unes parmi les plus courantes : 
- le Hogtie (en) est sûrement la position de self-bondage la plus commune. Elle consiste à s'attacher les mains dans le dos et à les relier à ses pieds. C'est une position des plus complexes qui requiert une certaine souplesse lorsqu'elle est effectuée seul. Elle permet un bondage solide et diverses positions (des jambes et des pieds notamment) ;
- la momification consiste en une immobilisation quasi totale du corps grâce au principe de la momification. Il est courant d'utiliser du papier cellophane et de s'en entourer le corps pour effectuer une momification sexuelle. Seul, il n'est pas possible d'entourer totalement son propre corps.

## Équipements
Bien que la plupart du temps l'auto-bondage ne requiert rien de spécial et peut être pratiqué en utilisant un équipement ordinaire et relativement aisé à trouver, quelques produits destinés aux  auto-bondageurs ont fait leur apparition sur le marché (surtout aux États-Unis) :
- menottes de bondage ;
- baillons boule ;
- minuteries, mécanismes de libération sophistiqués.